# Melbourne Football Club

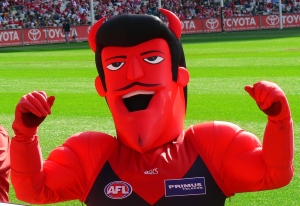
Rotten Ronald Deeman, une des mascottes historiques du Melbourne Football Club

Le Melbourne Football Club, surnommés The Demons depuis 1933, est le plus ancien club de football australien au monde, fondé en 1858 à Melbourne. Ses membres de l'époque écrivirent les règles de ce sport. Leurs couleurs sont le rouge et le bleu foncé, ce qui explique leurs autres surnoms historiques, the Fuchsias et the Redlegs. Leur stade est le Melbourne Cricket Ground (MCG).
Champion AFL: 1900, 1926, 1939, 1940, 1941, 1948, 1955, 1956, 1957, 1959, 1960, 1964 et 2021.

## Joueurs

### Capitaines
- Charles Speer 1919-1920
- Percy Wilson 1921-1923
- Albert Chadwick 1924-1927
- Ivor Warne-Smith 1928-1931
- Percy Beames 1941-45
- Norm Smith 1945-48
- Adrian Friskin 1949-53
- Geoff Collins 1954
- Noel McMahen 1955-1956
- John Beckwith 1957-1959
- Ron Barassi 1960-1964
- Hassa Mann 1965-1972
- Stan Alves 1973-1978
- Carl Ditterich 1979-1980
- Robert Flower 1981-1987
- Greg Healy 1988-1990
- Garry Lyon 1991-1997
- Todd Viney 1998-1999
- David Neitz 2000-Présent

## Entraîneurs
- George Haines 1919-1920
- Percy Wilson 1921-1923
- Gordon Rattray 1924
- Albert Chadwick 1925-1927
- Ivor Warne-Smith 1928-1932
- Frank 'Checker' Hughes 1933-1941
- Percy Beames 1941-45
- Frank 'Checker' Hughes 1945-1948
- Allan La Fontaine 1949-1951
- Norm Smith 1952-1967
- John Beckwith 1968-1970
- Ian Ridley 1971-1973
- Bob Skilton 1974-1977
- Denis Jones 1978
- Carl Ditterich 1979-1980
- Ron Barassi 1981-1985
- John Northey 1986-1992
- Neil Balme 1993-1997 (licencié en mi-saison)
- Greg Hutchison 1997
- Neale Daniher 1998-2007
- Dean Bailey 2008-Présent